# Гнилосиров Василь Степанович
Гнилосиров Василь Степанович (22 березня 1836 хут. Гавришівка, Кобеляцький повіт, Полтавська губернія — 22 жовтня 1900 Канів, Київська губернія, Російська імперія) — український педагог, публіцист, просвітник.

## Біографія
Народився 22 березня 1836 року на хуторі Гавришівці. Був позашлюбною дитиною гусарського полковника у відставці Антона Григоровича Гавриша та Наталії Яківни Ґанджі. Виховувався у сім'ї управителя поміщицького маєтку С. А. Гнилосирова.

### Навчання
У 1850 році закінчив Полтавське повітове училище. Навчався у Полтавській гімназії, де був учнем педагога Олександра Івановича Строніна, який викладав історію, а літературу у нього викладав поет і байкар Левко Іванович Боровиковський. 1857 року вступив до Харківського університету на медичний факультет, а 1861 року перейшов на історико-філологічний факультет.

### Громадська діяльність
Під час навчання в університеті він став одним із організаторів і активних членів Харківської громади, що залишила в історії національного руху помітний слід. Тут працювали такі, пізніше відомі українські діячі, як В. С. Мова, О. О. Потебня, Д. І. Багалій, О. Я. Єфименко, П. С. Єфименко, Л. М. Жебуньов, І. С. Нордега та ін. З 1860 року на громадських засадах працював розпорядником, вчителем і вихователем у недільній школі, входив до складу педагогічної ради, яка координувала діяльність всіх недільних шкіл.
Він займався також збиранням пожертв на видання українських посібників. У зв'язку з нестачею україномовних книжок, а, особливо, підручників, Василь Гнилосиров, від імені Харківської громади, звернувся з листом-проханням до Тараса Шевченка, котрий відгукнувся на нього, надіславши близько 3000 примірників свого «Букваря». Він болісно сприйняв смерть Тараса Шевченка, при цьому організувавши громадську підписку на користь родини покійного поета та музично-літературний вечір.
Розповсюдження українських книжок також було частиною громадської діяльності просвітника — у Інституті рукописів НБУ ім. В. І. Вернадського знаходиться «Билет на разрешение торговли разными книгами студенту Василию Гнилосирову», виданий комітетом торгівлі і підписаний міським головою. Розповсюдження книг охоплювало Охтирський, Богодухівський, Лебединський, Сумський, Суджанський, Гайворонський та інші повіти.
У 1865 році отримав у подарунок від Олександра Потебні єдиний рукопис свого українського букваря, який Василь Степанович у 1898 році передав до редакції громадівського журналу «Киевская старина», де буквар одразу надрукували як додаток до журналу під заголовком «Руководство к обучению грамоте, составленное А. А. Потебней для малорусских воскресных школ».
Василь Гнилосиров разом із своїми однодумцями здійснював етнографічні експедиції по Харківщині. Влітку 1861 року таку подорож він здійснив разом з П. О. Кулішем.

### Педагогічна діяльність
У 1861 році Василь Степанович Гнилосиров припинив навчання у Харківському університеті через відсутність надійної матеріальної підтримки. Не закінчивши повного курсу історико-філологічного факультету, він склав іспит на звання вчителя. Першим місцем його роботи стала повітова школа в Охтирці, де учителював протягом двох років.
У 1864 році Василь Степанович повернувся до Харкова, де викладав в училищі й гімназії російську мову аж до 1869 року. У 1870 році він влаштувався вчителем російської мови в Звенигородське двокласне міське училище, а у 1873 році, уже в званні колезького асесора, отримав місце штатного наглядача такого ж училища в Каневі. Окрім російської мови, він викладав ще й історію та географію, працював його директором. В Каневі він залишався вже до кінця життя, вчителював тут протягом 23 років.

### Могила Тараса Шевченка

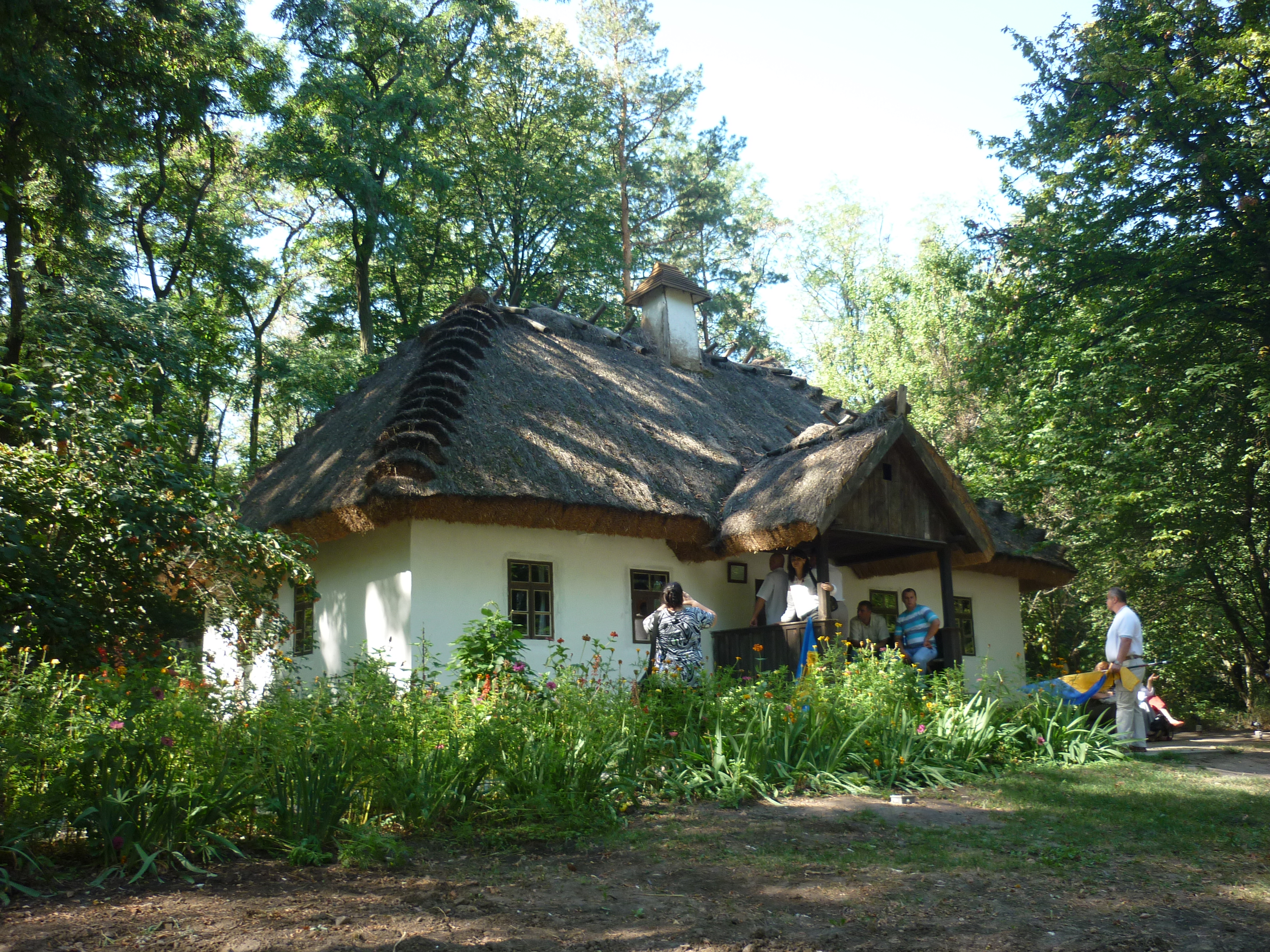
«Тарасова світлиця» — творіння Василя Степановича

Період життя й діяльності просвітника в Каневі можна з повним правом назвати шевченківським: одним з основних обов'язків, виконуваних за велінням душі й за дорученням Київської громади, було збереження й догляд за могилою поета. У березні 1861 року приятель, студент-грек Феоктист Хартахай, котрий був на похороні Кобзаря на Смоленському цвинтарі в Петербурзі, надіслав Василеві Степановичу листок з лаврового вінка, яким уквітчали мертвого поета, та дві нитки з китиці від домовини — срібну і просту. До останнього свого дня В. С. Гнилосиров зберігав їх у власному щоденнику. Нині ці предмети є експонатами музею Канівського заповідника, як і документи з його архіву, де в усіх подробицях простежується історія Тарасової гори: встановлення пам'ятника-хреста, оренда й викуп землі під могилою, спорудження Тарасової світлиці, що започаткувала собою перший у світі народний музей поета — «Тарасова світлиця».
Він також був ініціатором створення «Книги для відвідувачів», яка ведеться тут уже понад 100 років. Першим розписався в ньому в 1897 році український композитор Микола Лисенко. У 80-ті роки створив рукописну книжку «До історії могили Т. Г. Шевченка».

### Останні роки життя
У 1895 році керівництво відправило Василя Степановича у відставку. Не маючи засобів до прожиття він був змушений просити високого чиновника залишити його на посаді до серпня, аби дати змогу зорієнтуватися, налагодити подальше життя. Як зазначалося в «Атестаті», підписаному попечителем Київського навчального округу М. І. Зерновим 30 вересня 1896 року, В. С Гнилосиров не мав родового маєтку, завдяки якому він міг би себе матеріально забезпечити. Гарантував він йому вільне проживання в усіх містах Російської імперії і скромну пенсію. Василь Степанович залишився доживати віку в Каневі. В. С. Гнилосиров тихо пішов із життя 22 жовтня 1900 року і був похований на Канівському цвинтарі, але його могила не збереглася до наших днів.

## Літературна спадщина
Літературна спадщина просвітника невелика. Крім уже згаданих публікацій у журналах, окремими виданнями виходили поема «Закохана» (1893), казка «Царівна-русалка» (1895), а в 1897 році — збірка оповідань.

### Праці
- Г. В. (Гнилосиров В. С.) Киевская публичная библиотека // Киев, старина. 1888 . № 8.
- Гавриш (Гнилосиров В. С.) Ученики переяславских славяно-латинских школ в 1744 году // Там само. № 10.
- Гавриш (Гнилосиров В. С.) Десятилетие Каневской публичной библиотеки (1878—1887) // Там само. 1889 . № 8.
- Гнилосиров В. Замітки з природознавства // ІР НБУВ. Ф.1, № 5103 .
- Гнилосиров В. Наброски педагогического характера // Там само. № 5090 .
- Гнилосиров В. Приготовление к географии // Там само. № 763/1095 .
- Гнилосиров В. Проба складання підручника з історії // Там само. № 331 .
- Гаврыш А. (Гнилосиров В.) Пять дней из жизни х-го студента // Основа. 1862 . № 9.
- Гнилосиров В. Статья «Этнографические элементы барона Корфа в деле организации национальной школы» // ІР НБУВ. Ф. 2, № 2151, арк. 1-2.
- Гнилосиров В. Щоденник // Там само. Ф. 1, № 354 .

## Відзнаки
У 1879 році, був нагороджений орденом святого Станіслава III ступеня. У 1890 році його нагородили орденом святої Анни III ступеня.